# Michałów-Bloki
Michałów-Bloki – część miasta Starachowice. Leży na południu miasta, na południe od środkowego odcinka ulicy Ostrowieckiej.